# Страж-птица
«Страж-птица» (англ. Watchbird) — фантастический рассказ-притча («кибернетическая антиутопия») Роберта Шекли. Впервые опубликован в 1953 году в февральском номере журнала «Гэлэкси сайенс фикшн». Притча иллюстрирует «то, что можно было бы назвать „кибернетическим недомыслием“, возникающим из того, что всю власть над определённой областью явлений неосмотрительно доверили логическим машинам». 
Рассказ экранизирован в 2007 году в рамках сериала «Мастера научной фантастики» (6-й эпизод).

## Сюжет
Человечество решило прекратить все убийства с помощью неуправляемых самообучающихся летающих роботов: страж-птиц. Птицы должны защищать от любого посягательства на жизнь. Однако в процессе эксплуатации выясняется, что в процессе самообучения птицы расширили понятие «убийство» и стали считать посягательством на жизнь также и рыбную ловлю, и уничтожение насекомых, и хирургические операции. Позже птицы решили, что механизмы — тоже живые существа, поэтому выключение зажигания у машины — убийство. Земле грозили голод и вымирание: страж-птицы не позволяли пахать землю, рвать траву и собирать урожай.
Разработчики создали «Ястребов» — неуправляемые самообучающиеся летающие машины для убийства страж-птиц. И вот Ястребы в процессе аналогичного самообучения открывают, что кроме страж-птиц «есть и другие живые существа, которых тоже надо убивать»…